# Stora Ängasjön
Stora Ängasjön är en sjö i Lekebergs kommun i Närke och ingår i Göta älvs huvudavrinningsområde. Sjöns area är 0,011 kvadratkilometer och den befinner sig 160 meter över havet.